# Kruh rodičů –⁠⁠⁠⁠⁠⁠ Fórum rodin
Kruh rodičů –⁠⁠⁠⁠⁠⁠ Fórum rodin (The Parents Circle – Families Forum, PCFF) je izraelsko-palestinská mírová organizace.
Organizaci tvoří asi 800 rodičů či rodičovských párů, kteří kvůli násilí při izraelském obsazení palestinských území přišli o své děti nebo jiné příbuzné. Asi polovinu členů tvoří Izraelci, polovinu Palestinci. Zprostředkovávají například kontakty rozdělených či smíšených rodin v Izraeli a na palestinských územích. Zakladateli jsou Palestinec Bassam Aramin a Izraelec Rami Elhanan, kteří v konfliktech přišli o své děti. 

Izraelské zastoupení sídlí v Ramat Efal, palestinské v Beit Džalá. Jako lidskoprávní organizace vydává i stanoviska k aktuální situaci.